# Архесілья
Архесілья (ісп. Argecilla) — муніципалітет в Іспанії, у складі автономної спільноти Кастилія-Ла-Манча, у провінції Гвадалахара. Населення — 77 осіб (2010).
Муніципалітет розташований на відстані близько 90 км на північний схід від Мадрида, 40 км на північний схід від Гвадалахари.

## Демографія
Динаміка населення (INE ):

## Галерея зображень

Розташування муніципалітету у провінції Гвадалахара